# Station Rzęśnica
Station Rzęśnica is een spoorwegstation in de Poolse plaats Rzęśnica.